# Terzine
Terzine er en metrisk form, oprindelig hjemmehørende i italiensk poesi.
Den enkelte strofe består af 3 verslinjer, femfodede jamber, hvoraf den 1. og 3. rimer indbyrdes; men disse strofer er sammensat til et længere digt med ejendommelig rimslyngning, så at 1. strofes 2. linje rimer med 1. og 3. i næste strofe osv.; heraf følger, at digtet slutter med en enkelt linje, der har rim fælles med 2. linje i den foregående strofe. I dette metrum er — først og fremmest — Dantes Divina Commedia digtet, dernæst Petrarcas Trionfi og adskillige lignende digte af alvorligt, betragtende indhold; men desuden er terzinen af italienerne (også af spaniere og portugisere) brugt meget til den satiriske, burleske og elegant erotiske poesi, således af Berni, Ariosto og flere. Navnet capitolo anvendtes ofte om sådanne digte. Af danske digtere har Oehlenschlæger gjort brug af terzinen, blandt andet i Roeskilde Domkirke.